# 1320 w literaturze
Wydarzenia literackie w 1320 roku.

## Zmarli
- Yunus Emre, turecki poeta[1][2].